# أليس بوش
أليس بوش (بالإنجليزية: Alice Bush) هي طبيبة نيوزيلندية، ولدت في 7 أغسطس 1914، وتوفيت في 12 فبراير 1974.